# Vukovje
Vukovje – wieś w Słowenii, w gminie Pesnica. W 2018 roku liczyła 329 mieszkańców.